# Arbetskonflikt
En arbetskonflikt är en konflikt mellan arbetsgivare och arbetstagare. Arbetskonflikten kan ta sig uttryck i form av stridsåtgärder som strejk, lockout eller blockad. En arbetskonflikt kan ha sin grund i lön, arbetsvillkor, arbetsmiljö, arbetstid och liknande.

## Juridik
Hanteringen av konflikter om arbetsvillkor har allt sedan 1920-talet så gott som utan undantag reglerats mellan arbetstagare och arbetsgivare genom skriftliga överenskommelser, kollektivavtal. Enligt Lagen om kollektivavtal får stridsåtgärder inte tillgripas under löpande avtalsperiod vid tvister om tolkning och tillämpning av gällande kollektivavtal (s.k. rättstvister).
Stridsåtgärder får inte heller vidtas för att tvinga fram ändring i gällande avtal, avsedda att tillämpas efter avtalsperiodens slut (s.k. intressetvister). Sympatiåtgärder för att stödja en annan avtalspart, då denne vidtagit stridsåtgärder i laga ordning, är emellertid tillåtna.
I Sverige skall rättstvister, som ej kan lösas av avtalsparterna, avgöras genom dom och handläggs vanligen av arbetsdomstolen. Intressekonflikter biläggs enligt Lagen om medling i arbetstvister av förlikningsmän eller förlikningskommission, och förutsätter frivillig medverkan av berörda parter. Alternativt kan dessa tvister biläggas genom anlitande av en eller flera skiljemän enligt Lagen om skiljemän.
Nämnda ”arbetsfredslagar” kompletteras av det år 1938 mellan Landsorganisationen, LO, och Arbetsgivarföreningen, SAF, slutna s.k. huvudavtalet (Saltsjöbadsavtalet), som innehåller bestämmelser om samhällsfarliga konflikter samt om skydd för tredje man.
En "avtalstvist" uppstår om ett oorganiserat företag avvisar en fackförenings begäran att teckna kollektivavtal. Om stridsåtgärder (strejk, blockad) tillgrips för att förmå företaget att teckna ett avtal är det fråga om en avtalskonflikt. Varje år tecknas i Sverige omkring 10 000 - 15 000 nya kollektivavtal antingen i form av hängavtal eller genom att företaget går med i en arbetsgivarorganisation. Endast en liten bråkdel av dessa föregås av konfliktåtgärder eller varsel om sådana.